# 亚玛芬体育
亚玛芬体育（芬蘭語：Amer Sports Oy，：AS）是一家芬兰体育用品公司。

## 历史
1950年成立于芬兰赫尔辛基，1977年在赫尔辛基证券交易所挂牌上市。2018年12月7日安踏体育、方源资本和腾讯组成财团宣布将其收购。2019年11月20日安踏体育宣布出售亚玛芬体育5.2517%的股权。
2024年2月1日在纽约证券交易所挂牌上市。